# 済南遥墻国際空港
済南遥墻国際空港（さいなん ようしょう こくさいくうこう）は、中華人民共和国山東省済南市の歴城区と章丘区の境界に位置する国際空港である。
山東航空の本拠地や香港スワイヤー・グループMRO企業HAECO傘下STAECOがあり、日系エアライン機体重整備による飛来も多い。

## 沿革
1992年7月に開港。当初は年間旅客数を50万人として設計。その後旅客数が増加し、1998年より拡張工事開始、2000年には3600mの新滑走路を含む新施設竣工。さらに2015年完成を目指し拡張工事が継続されている。

## 就航航空会社

### 国内線
- 中国東方航空 （北京、長春、広州、杭州、哈爾濱、香港、昆明、上海、瀋陽、武漢）
- 中国南方航空 （長春、長沙、成都、大連、広州、哈爾濱、瀋陽、武漢、西安、南京、廈門）
- 海南航空 （長春、瀋陽、深圳、西安）
- 山東航空 （北京、長春、長沙、成都、重慶、大連、福州、広州、海口、杭州、南京、仁川、深圳、威海、温州、武漢、西安、煙台、銀川、ウルムチ）
- 上海航空 （上海）
- 深圳航空 （深圳）
- 四川航空 （成都、重慶、大連、哈爾濱）
- 廈門航空 （福州）
- チベット航空（ラサ）

### 国際線
- ロサンゼルス  (四川航空)
- 台北/桃園 （山東航空・エバー航空）
- 高雄 （エバー航空）
- 台中 （山東航空）
- 花蓮  (山東航空)
- ソウル/仁川 （山東航空・大韓航空）
- 大阪/関西（山東航空）
- ヘルシンキ/ヴァンター（チベット航空）

## 交通アクセス
- 済南地下鉄3号線 機場南駅